# Eroi a metà
Eroi a metà (50/50 Heroes) è una serie animata francese prodotta da Cyber Group Studios e trasmessa in Italia su K2.

## Trama
Mo e Sam sono due fratellastri che hanno molti poteri grazie a uno scettro "invoca potere" che in realtà è un album di foto della loro antenata "Proserfila" che per un po' di tempo ha avuto una relazione con un supereroe che gli concedeva molti poteri a sua scelta. Alla sua morte lo scettro venne ereditato a due giovani ragazzi (Mo e Sam) che lo usano per "fare del bene" ma purtroppo lo usano a sproposito per stupidaggini dimenticando la regola che devono avvisare all'altro se devono invocare un potere ma la regola principale e che non devono usare il potere l'uno contro l'altro, e soprattutto lo scettro funziona solo per loro,quindi non provate a rubarlo perché sapete che lo scettro funziona solo con loro "Siete stati avvertiti!"

## Doppiatori e personaggi
| Personaggio  | Dopp. originale | Dopp. italiano    |
| ------------ | --------------- | ----------------- |
| Mo           | Thomas Sagols   | Alessio Puccio    |
| Sam          | Fanny Bloc      | Giulia Tarquini   |
| Mr. Brice    |                 | Oreste Baldini    |
| Amber        |                 | Annalisa Usai     |
| Lenny        |                 | Daniele Di Matteo |
| John Cedrick |                 | Matteo Liofredi   |
| Stella       |                 | Roisin Nicosia    |

## Episodi
| Stagione       | Episodi | Prima TV USA | Prima TV ITA |
| -------------- | ------- | ------------ | ------------ |
| Prima stagione | 52      | 2022-2023    | 2022-2023    |

## Sigla italiana
La sigla italiana è cantata dai Raggi Fotonici.